# Minime suore del Sacro Cuore
Le minime suore del Sacro Cuore sono un istituto religioso femminile di diritto pontificio: le suore di questa congregazione pospongono al loro nome la sigla M.S.C.

## Storia

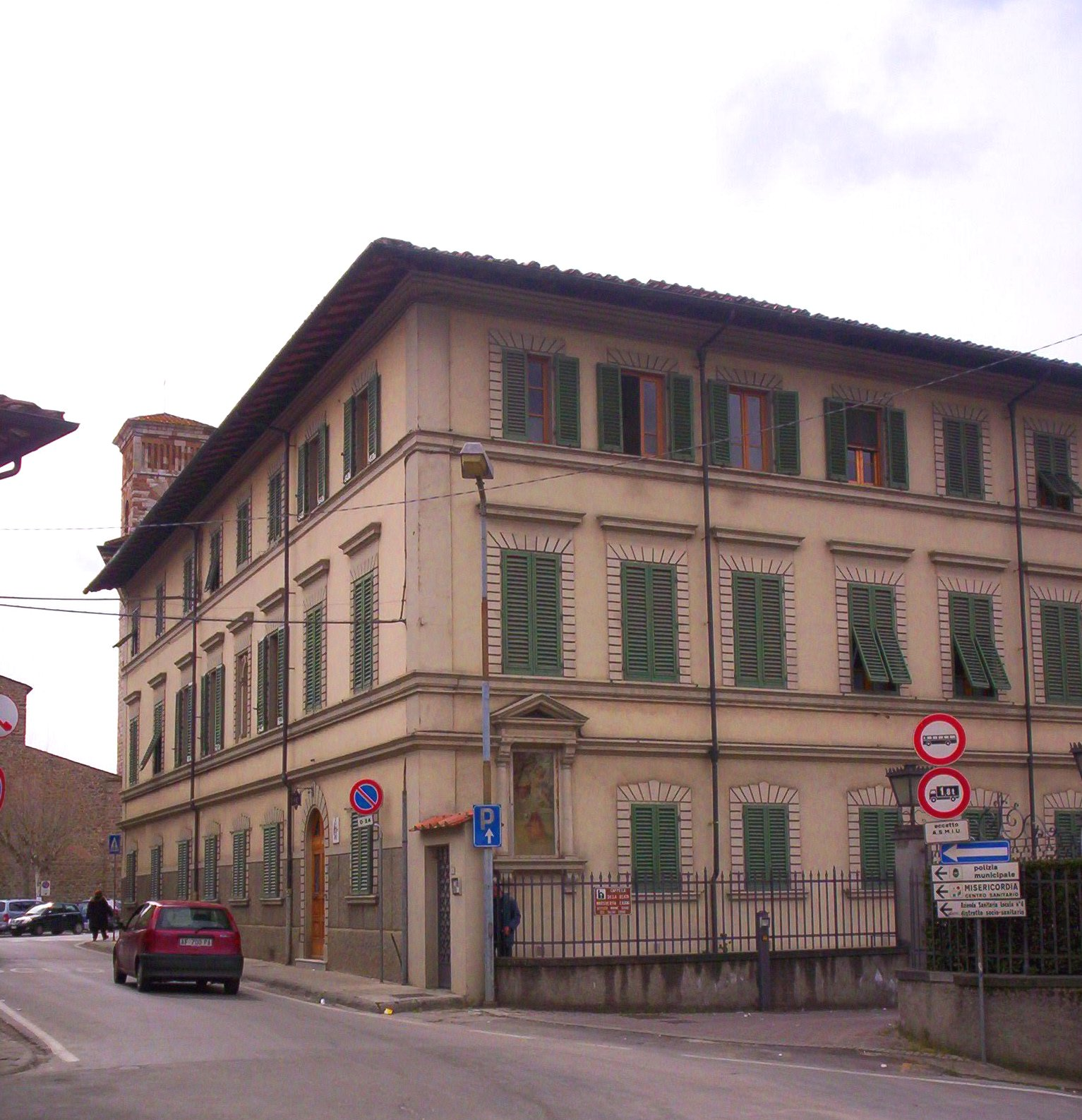
La casa madre della congregazione a Poggio a Caiano

Nel 1896 Maria Margherita Caiani (1863-1921) e due consorelle del terz'ordine francescano si riunirono per condurre vita comune a Poggio a Caiano e iniziarono a dedicarsi a diverse opere di carità (istruzione, visita ai malati) in parrocchia. Il 15 dicembre del 1902 la comunità venne eretta in istituto religioso e le suore assunsero il titolo di Minime del Sacro Cuore, la forma del loro abito fu copiata da quella dell'abito indossato da santa Margherita Maria Alacoque: alla morte della fondatrice contavano tredici case in Italia e 124 religiose impegnate in asili, orfanotrofi e ospedali.
La congregazione ottenne il riconoscimento ecclesiastico di istituzione di diritto pontificio con il decreto di lode del 3 febbraio 1926; le sue costituzioni vennero definitivamente approvate dalla Santa Sede il 21 novembre del 1933 e il loro Ordine ebbe il riconoscimento giuridico del Governo, con decreto firmato da Vittorio Emanuele III e da Benito Mussolini. A Firenze le suore prestarono assistenza presso l'Ospedale di San Giovanni di Dio in Borgo Ognissanti, poi si trasferirono a Montughi, dove rimasero fino al 1935, quindi si stabilirono a Poggio a Caiano.
Le Minime del Sacro Cuore si segnalarono particolarmente nell'opera assistenziale svolta negli ospedali di guerra: la loro fondatrice è stata beatificata da papa Giovanni Paolo II nel 1989.

## Attività e diffusione
La finalità dell'istituto è la pratica di qualunque opera di misericordia: le suore si dedicano particolarmente all'assistenza agli anziani e agli invalidi sia a domicilio che negli ospedali e nelle case di riposo, all'istruzione e all'educazione cristiana della gioventù, alla cura degli orfani e all'apostolato missionario.
Oltre che in Italia, le minime suore del Sacro Cuore sono presenti in Brasile, Egitto, Israele e Sri Lanka: la sede generalizia è a Poggio a Caiano.
Al 31 dicembre 2005, la congregazione contava 263 religiose in 31 case.